# Indera SC
Der Indera Sports Club, allgemein bekannt als Indera SC, ist ein Fußballverein aus Brunei, der in der Brunei Super League spielt.

## Erfolge
- Brunei Super League

Meister: 2012/13, 2014
Vizemeister: 2015, 2016, 2023
- Brunei FA Cup

Sieger: 2004, 2017/18
2. Platz: 2012
- Brunei Super Cup: 2015, 2018

## Stadion
Seine Heimspiele trägt der Verein im Stadium Padang dan Balapan in Bandar Seri Begawan aus. Die Sportstätte hat ein Fassungsvermögen von 3000 Personen.

## Spieler
Stand: 3. Juli 2021
| Nr. |           | Position | Name               |
| --- | --------- | -------- | ------------------ |
| 2   | Brunei    | AB       | Alimudin Jamaludin |
| 3   | Brunei    | AB       | Safwan Amaluddin   |
| 4   | Brunei    | AB       | Amirul Hakeem      |
| 5   | Brasilien |          | Marcelo Carvalho   |
| 5   | Brunei    | MF       | Abdul Afiq Roslan  |
| 7   | Brunei    | ST       | Asri Aspar         |
| 8   | Brunei    | ST       | Nazirrudin Ismail  |
| 9   | Ghana     | ST       | Prince Boafo       |
| 11  | Brunei    | MF       | Aminuddin Tahir    |
| 12  | Brunei    | MF       | Nur Ikhmal Damit   |
| 13  | Brunei    | MF       | Amirul Aizad       |
| 16  | Brunei    | ST       | Zulkhairy Razali   |
| 17  | Brunei    | AB       | Abdul Khair Basri  |

| Nr. |             | Position | Name                       |
| --- | ----------- | -------- | -------------------------- |
| 18  | Brunei      | ST       | Amin Sisa                  |
| 19  | Brunei      | ST       | Fakhri Ismail              |
| 20  | Nigeria     | AB       | Micheal                    |
| 20  | Brunei      | ST       | Aimmil Rahman Ramlee       |
| 21  | Brunei      | AB       | Khairil Shahme Suhaimi     |
| 22  | Brunei      | TW       | Ahsanuddin Dani            |
| 23  | Brunei      | ST       | Aqmal Hakeem               |
| 24  | Brunei      | ST       | Hamizan Aziz Sulaiman      |
| 25  | Brunei      | TW       | Fakhrul Zulhazmi           |
| 25  | Brunei      | TW       | Tekson Tubeng              |
|     | Nigeria     | AB       | Kingsley Chukwudi Nkurumeh |
|     | Deutschland | MF       | Julien Gerster             |

## Saisonplatzierung
| Saison  | Liga                | Liga                                | Liga                                | Liga                                | Liga                                | Liga                                | Liga                                | Liga                                | Liga                                | Pokal                               | Pokal                               |
| Saison  | Liga                | Level                               | Spiele                              | S                                   | U                                   | N                                   | Tore                                | Punkte                              | Position                            | Brunei FA Cup                       | Brunei Super Cup                    |
| ------- | ------------------- | ----------------------------------- | ----------------------------------- | ----------------------------------- | ----------------------------------- | ----------------------------------- | ----------------------------------- | ----------------------------------- | ----------------------------------- | ----------------------------------- | ----------------------------------- |
| 2012/13 | Brunei Super League | 1                                   | 9                                   | 7                                   | 1                                   | 1                                   | 45:12                               | 22                                  | 1.                                  |                                     |                                     |
| 2014    | Brunei Super League | 1                                   | 16                                  | 14                                  | 1                                   | 1                                   | 51:14                               | 43                                  | 1.                                  |                                     |                                     |
| 2015    | Brunei Super League | 1                                   | 18                                  | 113                                 | 3                                   | 2                                   | 54:19                               | 42                                  | 2.                                  |                                     | Sieger                              |
| 2016    | Brunei Super League | 1                                   | 9                                   | 6                                   | 2                                   | 1                                   | 21:11                               | 20                                  | 2.                                  |                                     |                                     |
| 2017    | Brunei Super League | 1                                   | 20                                  | 13                                  | 5                                   | 2                                   | 64:17                               | 44                                  | 3.                                  | Sieger                              |                                     |
| 2018/19 | Brunei Super League | 1                                   | 18                                  | 10                                  | 5                                   | 3                                   | 49:24                               | 35                                  | 4.                                  |                                     |                                     |
| 2020    | Brunei Super League | Abbruch wegen der COVID-19-Pandemie | Abbruch wegen der COVID-19-Pandemie | Abbruch wegen der COVID-19-Pandemie | Abbruch wegen der COVID-19-Pandemie | Abbruch wegen der COVID-19-Pandemie | Abbruch wegen der COVID-19-Pandemie | Abbruch wegen der COVID-19-Pandemie | Abbruch wegen der COVID-19-Pandemie | Abbruch wegen der COVID-19-Pandemie | Abbruch wegen der COVID-19-Pandemie |
| 2021    | Brunei Super League | Abbruch wegen der COVID-19-Pandemie | Abbruch wegen der COVID-19-Pandemie | Abbruch wegen der COVID-19-Pandemie | Abbruch wegen der COVID-19-Pandemie | Abbruch wegen der COVID-19-Pandemie | Abbruch wegen der COVID-19-Pandemie | Abbruch wegen der COVID-19-Pandemie | Abbruch wegen der COVID-19-Pandemie | Abbruch wegen der COVID-19-Pandemie | Abbruch wegen der COVID-19-Pandemie |
| 2022    | Brunei Super League | Keine Austragung                    | Keine Austragung                    | Keine Austragung                    | Keine Austragung                    | Keine Austragung                    | Keine Austragung                    | Keine Austragung                    | Keine Austragung                    | Keine Austragung                    | Keine Austragung                    |
| 2023    | Brunei Super League | 1                                   | 16                                  | 13                                  | 2                                   | 1                                   | 69:9                                | 41                                  | 2.                                  |                                     |                                     |
| 2024/25 | Brunei Super League | 1                                   |                                     |                                     |                                     |                                     |                                     |                                     |                                     |                                     |                                     |

## Trainerchronik
Stand: 3. Juli 2021
| Trainer          | Nation    | von             | bis |
| ---------------- | --------- | --------------- | --- |
| Ameer Aziz-Hakim | Brasilien | 1. Oktober 2019 |     |